# Barranco de Santiago
El Barranco de Santiago es un barranco situado en la isla canaria de La Gomera (España), y se ubica en el municipio de Alajeró, conformado por Guarimiar, el Cabezo y Rumbazo al sur de la isla.
El barranco de Santiago se abre hacia su desembocadura y conforta una amplia llanura costera, que se extiende hacia el Este hasta la Loma de Tecina y el barranco de Tapahuga, y hacia el Oeste hasta el barranco de La Junta. En esta amplia zona costera tuvieron su origen dos pequeños poblados de naturaleza diferente: Playa Santiago y Laguna Santiago pertenecientes cada uno a un municipio distinto (Alajero y San Sebastián), debido a que el término administrativo pasa justo por el centro del cauce de barranco.